# Urones de Castroponce
Urones de Castroponce is een gemeente in de Spaanse provincie Valladolid in de regio Castilië en León met een oppervlakte van 18,61 km². Urones de Castroponce telt 114 inwoners (1 januari 2016).

## Demografische ontwikkeling
Bron: INE, 1857-2011: volkstellingen